# Đại Việt Dân chính Đảng
Đại Việt Dân chính Đảng (tiếng Hán: 大越民政黨) là một chính đảng do nhóm Tự Lực văn đoàn sáng lập, tồn tại từ 1938 đến 1945.

## Lịch sử
Sau khi cuộc khởi nghĩa Yên Bái thất bại, hệ thống tổ chức của Việt Nam Quốc dân Đảng tan vỡ, nhiều đảng viên may mắn trốn thoát được đã cố gắng tái hợp lực lượng. Tuy nhiên, Việt Nam Quốc dân Đảng quốc nội bị phân rã thành nhiều phe phái. Nổi trội nhất là hai nhóm:
- Nhóm Hà Nội (Tân Việt Nam Quốc dân Đảng): Nguyễn Thế Nghiệp, Ngô Thúc Địch, Nhượng Tống...
- Nhóm Quảng Nam: Phan Khôi, Phan Kích Nam.

Một số ít như Trần Huy Liệu, Nguyễn Bình li khai, hợp tác với Việt Minh hoặc xây dựng lực lượng riêng. 
Bấy giờ, tinh thần của cuộc khởi nghĩa Yên Bái đã làm dấy lên mạnh mẽ phong trào đấu tranh theo chủ nghĩa Tam Dân. Hàng loạt đảng phái Quốc dân ra đời, mạnh nhất là Việt Nam Cách mệnh Đồng minh Hội do Nguyễn Hải Thần sáng lập năm 1936, Đại Việt Quốc dân Đảng do Trương Tử Anh sáng lập 1938, Đại Việt Dân chính Đảng do Nguyễn Tường Tam sáng lập năm 1938 (nguyên sơ có tên gọi Hưng Việt Đảng). Một lần nữa, chính phủ Trung Hoa Quốc dân Đảng đã hối thúc cho các đảng phái Quốc dân liên kết với nhau để tạo lợi thế chính trị. Thành phần Đại Việt Dân chính Đảng có nòng cốt là nhóm Tự Lực văn đoàn, hoạt động trong khu vực Hà Nội. Trong giai đoạn Chiến tranh thế giới thứ hai, Đại Việt Dân chính Đảng đứng về phía Đế quốc Nhật Bản để chỉ trích chính quyền thực dân Pháp.
Tháng 5 năm 1945, tại Trùng Khánh (Trung Quốc), Việt Nam Quốc dân Đảng liên minh với Đại Việt Quốc dân Đảng (lãnh tụ Trương Tử Anh) và Đại Việt Dân Chính đảng (lãnh tụ Nguyễn Tường Tam) thành một tổ chức mới, ở trong nước thì lấy tên là Đại Việt Quốc dân đảng, còn ở Trung Quốc thì lấy tên là Quốc dân Đảng Việt Nam, tránh dùng danh xưng Đại Việt vì lý do tế nhị trong giao tế với bạn đồng minh Trung Hoa. Sau đó các đại biểu của 3 đảng kết hợp trong tổ chức mới lên Trùng Khánh gặp Bí thư Trưởng Trung Quốc Quốc Dân Đảng Ngô Thiết Thành, yết kiến Ủy viên trưởng Chính phủ Trung Hoa Dân Quốc Tưởng Giới Thạch, và dự lễ liên hoan do Quốc dân Đảng Trung Quốc tổ chức chào mừng Quốc dân Đảng Việt Nam. Đại Việt Dân chính Đảng chấm dứt hoạt động từ ngày 15 tháng 12 năm 1945.

## Các đảng viên tiêu biểu
- Nguyễn Tường Long (Hoàng Đạo): chủ tịch đảng
- Nguyễn Tường Tam (Nhất Linh): sáng lập đảng và là tổng thư ký
- Trần Khánh Giư (Khái Hưng)
- Nguyễn Tường Bách
- Nguyễn Gia Trí, sau năm 1975 ông ở lại Việt Nam và tiếp tục hoạt động hội họa